# 埃馬努埃萊·菲利貝托 (卡里尼亞諾)
埃馬努埃萊·菲利貝托（義大利語：Emanuele Filiberto，1628年8月20日—1709年4月23日），卡里尼亞諾親王，1656年至1709年在位。

## 家庭
1684年，埃馬努埃萊·菲利貝托與埃斯特的安潔拉·瑪麗亞·卡特琳娜結婚，兩人的獨子維托里奧·阿梅迪奧於1690年出生。